# Mischocyttarus
Mischocyttarus är ett släkte av getingar. Mischocyttarus ingår i familjen getingar.

## Dottertaxa tillMischocyttarus, i alfabetisk ordning[1]
- Mischocyttarus acunai
- Mischocyttarus adjectus
- Mischocyttarus adolphi
- Mischocyttarus alboniger
- Mischocyttarus alfkeni
- Mischocyttarus alienus
- Mischocyttarus alternatus
- Mischocyttarus angulatus
- Mischocyttarus annulatus
- Mischocyttarus anthracinus
- Mischocyttarus aracatubaensis
- Mischocyttarus araujoi
- Mischocyttarus aripuanaensis
- Mischocyttarus artifex
- Mischocyttarus atramentarius
- Mischocyttarus atrocyaneus
- Mischocyttarus bahiae
- Mischocyttarus bahiaensis
- Mischocyttarus barbatulus
- Mischocyttarus barbatus
- Mischocyttarus basimacula
- Mischocyttarus belemensis
- Mischocyttarus bequaerti
- Mischocyttarus bertonii
- Mischocyttarus brackmanni
- Mischocyttarus bruneri
- Mischocyttarus buyssoni
- Mischocyttarus cabauna
- Mischocyttarus campestris
- Mischocyttarus capichaba
- Mischocyttarus carbonarius
- Mischocyttarus carinulatus
- Mischocyttarus cassanunga
- Mischocyttarus catharinaensis
- Mischocyttarus cearensis
- Mischocyttarus cerberus
- Mischocyttarus chalucas
- Mischocyttarus chanchamayoensis
- Mischocyttarus chapadae
- Mischocyttarus chloroeus
- Mischocyttarus cinerascens
- Mischocyttarus claretianus
- Mischocyttarus clavicornis
- Mischocyttarus cleomens
- Mischocyttarus clypeatus
- Mischocyttarus collarellus
- Mischocyttarus collaris
- Mischocyttarus commixtus
- Mischocyttarus communalis
- Mischocyttarus confirmatus
- Mischocyttarus confusoides
- Mischocyttarus confusus
- Mischocyttarus consimilis
- Mischocyttarus cooperi
- Mischocyttarus costalimai
- Mischocyttarus costaricensis
- Mischocyttarus crypticus
- Mischocyttarus cubensis
- Mischocyttarus curitybanus
- Mischocyttarus decimus
- Mischocyttarus declaratus
- Mischocyttarus dimorphus
- Mischocyttarus drewseni
- Mischocyttarus duckei
- Mischocyttarus duidensis
- Mischocyttarus ecuadorensis
- Mischocyttarus elegantulus
- Mischocyttarus extinctus
- Mischocyttarus filiformis
- Mischocyttarus filipendulus
- Mischocyttarus fisheri
- Mischocyttarus fitzgeraldi
- Mischocyttarus flavicans
- Mischocyttarus flavicornis
- Mischocyttarus flavitarsis
- Mischocyttarus flavoniger
- Mischocyttarus flavoscutellatus
- Mischocyttarus fluminensis
- Mischocyttarus foveatus
- Mischocyttarus fraudulentus
- Mischocyttarus frontalis
- Mischocyttarus funerulus
- Mischocyttarus garbei
- Mischocyttarus giffordi
- Mischocyttarus gilvus
- Mischocyttarus goyanus
- Mischocyttarus granadaensis
- Mischocyttarus gynandromorphus
- Mischocyttarus haywardi
- Mischocyttarus heliconius
- Mischocyttarus hirsutulus
- Mischocyttarus hirsutus
- Mischocyttarus hoffmanni
- Mischocyttarus ignotus
- Mischocyttarus iheringi
- Mischocyttarus illusorius
- Mischocyttarus imeldai
- Mischocyttarus immarginatus
- Mischocyttarus inca
- Mischocyttarus inexpectatus
- Mischocyttarus infrastriatus
- Mischocyttarus injucundus
- Mischocyttarus insolitus
- Mischocyttarus interjectus
- Mischocyttarus interruptus
- Mischocyttarus itatiayaensis
- Mischocyttarus jucundus
- Mischocyttarus juditae
- Mischocyttarus juranus
- Mischocyttarus labiatus
- Mischocyttarus lanei
- Mischocyttarus latior
- Mischocyttarus latissimus
- Mischocyttarus lecointei
- Mischocyttarus lemoulti
- Mischocyttarus leucoecus
- Mischocyttarus lilae
- Mischocyttarus lindigi
- Mischocyttarus longicornis
- Mischocyttarus lules
- Mischocyttarus macarenae
- Mischocyttarus maculipennis
- Mischocyttarus malaris
- Mischocyttarus mamirauae
- Mischocyttarus marginatus
- Mischocyttarus marinensis
- Mischocyttarus mastigophorus
- Mischocyttarus mattogrossoensis
- Mischocyttarus melanarius
- Mischocyttarus melanoleucus
- Mischocyttarus melanops
- Mischocyttarus melanopygus
- Mischocyttarus melanoxanthus
- Mischocyttarus mendax
- Mischocyttarus meridionalis
- Mischocyttarus metathoracicus
- Mischocyttarus metoecus
- Mischocyttarus mexicanus
- Mischocyttarus mimicus
- Mischocyttarus minifoveatus
- Mischocyttarus mirificus
- Mischocyttarus mixtus
- Mischocyttarus mocsaryi
- Mischocyttarus montei
- Mischocyttarus montivagus
- Mischocyttarus moralesi
- Mischocyttarus moronae
- Mischocyttarus mourei
- Mischocyttarus mutator
- Mischocyttarus napoensis
- Mischocyttarus narinensis
- Mischocyttarus naumanni
- Mischocyttarus navajo
- Mischocyttarus nigroclavatus
- Mischocyttarus nigropygialis
- Mischocyttarus nomurae
- Mischocyttarus occultus
- Mischocyttarus oecothrix
- Mischocyttarus omicron
- Mischocyttarus onorei
- Mischocyttarus oreophilus
- Mischocyttarus ornatus
- Mischocyttarus pallidipectus
- Mischocyttarus pallidipes
- Mischocyttarus paraguayensis
- Mischocyttarus parallelogrammoides
- Mischocyttarus parallelogrammus
- Mischocyttarus paulistanus
- Mischocyttarus peduncularius
- Mischocyttarus pelor
- Mischocyttarus peruanus
- Mischocyttarus peruviensis
- Mischocyttarus petiolatus
- Mischocyttarus phthisicus
- Mischocyttarus picturatus
- Mischocyttarus piger
- Mischocyttarus plaumanni
- Mischocyttarus polymorphus
- Mischocyttarus prominulus
- Mischocyttarus proximus
- Mischocyttarus pseudomimeticus
- Mischocyttarus punctatus
- Mischocyttarus reclusus
- Mischocyttarus rectus
- Mischocyttarus reflexicollis
- Mischocyttarus rhadinomerus
- Mischocyttarus richardsi
- Mischocyttarus riograndensis
- Mischocyttarus rivularum
- Mischocyttarus rotundicollis
- Mischocyttarus rufescens
- Mischocyttarus rufidens
- Mischocyttarus rufipes
- Mischocyttarus rufomaculatus
- Mischocyttarus santacruzi
- Mischocyttarus saturatus
- Mischocyttarus saussurei
- Mischocyttarus schadei
- Mischocyttarus schunkei
- Mischocyttarus scitulus
- Mischocyttarus sericeus
- Mischocyttarus silvicola
- Mischocyttarus similaris
- Mischocyttarus similatus
- Mischocyttarus smithii
- Mischocyttarus socialis
- Mischocyttarus souzalopesi
- Mischocyttarus sprucei
- Mischocyttarus stenoecus
- Mischocyttarus subornatus
- Mischocyttarus superbus
- Mischocyttarus surinamensis
- Mischocyttarus sylvestris
- Mischocyttarus synoecus
- Mischocyttarus tapuya
- Mischocyttarus tarmensis
- Mischocyttarus tectus
- Mischocyttarus telembi
- Mischocyttarus tenuis
- Mischocyttarus tertius
- Mischocyttarus thrypticus
- Mischocyttarus tolensis
- Mischocyttarus tomentosus
- Mischocyttarus transandinus
- Mischocyttarus travassosi
- Mischocyttarus tricolor
- Mischocyttarus tunari
- Mischocyttarus undulatus
- Mischocyttarus wagneri
- Mischocyttarus vaqueroi
- Mischocyttarus varolii
- Mischocyttarus veracrucis
- Mischocyttarus weyrauchi
- Mischocyttarus villarricanus
- Mischocyttarus woytkowskyi
- Mischocyttarus vredeni
- Mischocyttarus wygodzinskyi
- Mischocyttarus xanthocerus
- Mischocyttarus ypiranguensis
- Mischocyttarus zikaninus

## Bildgalleri

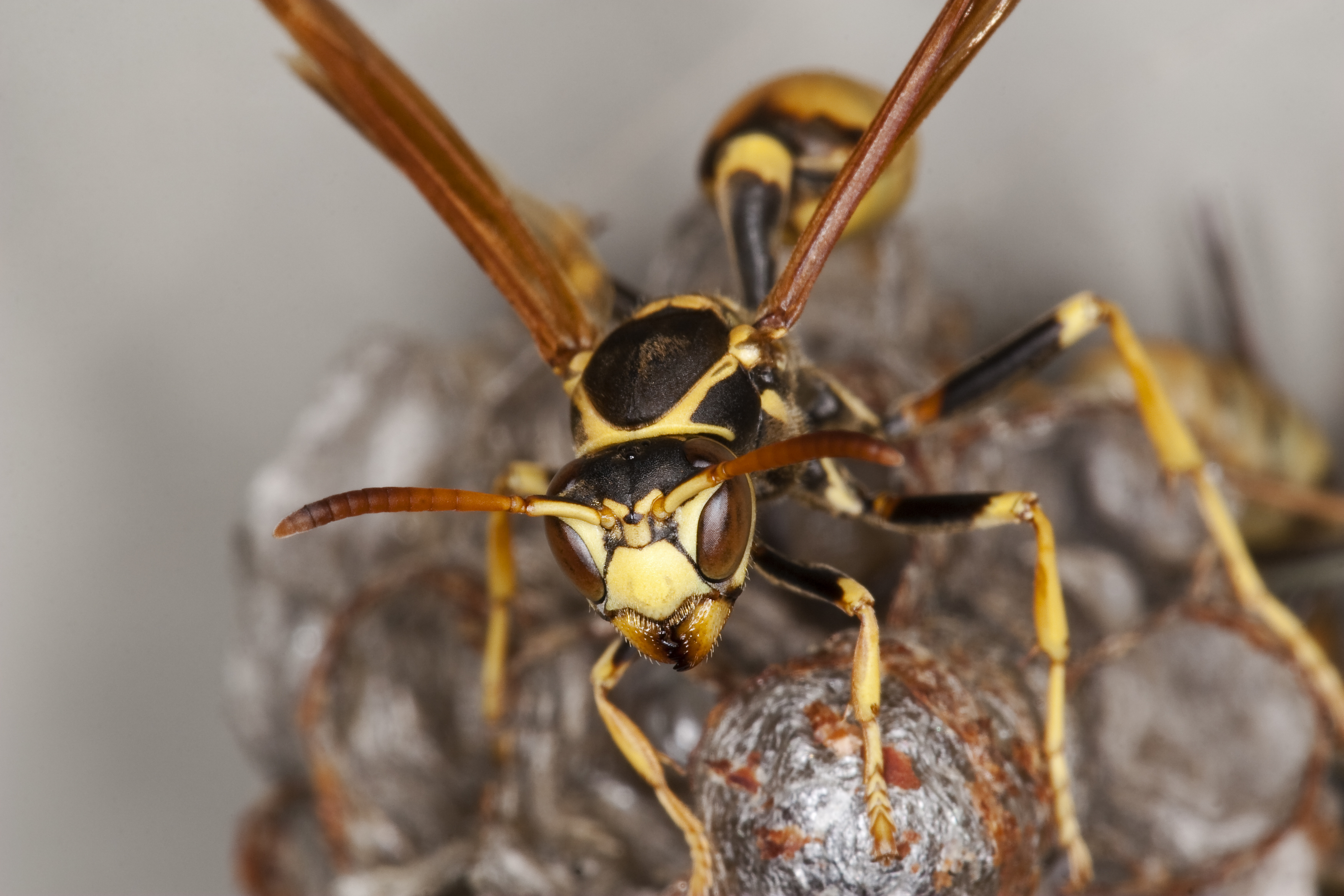
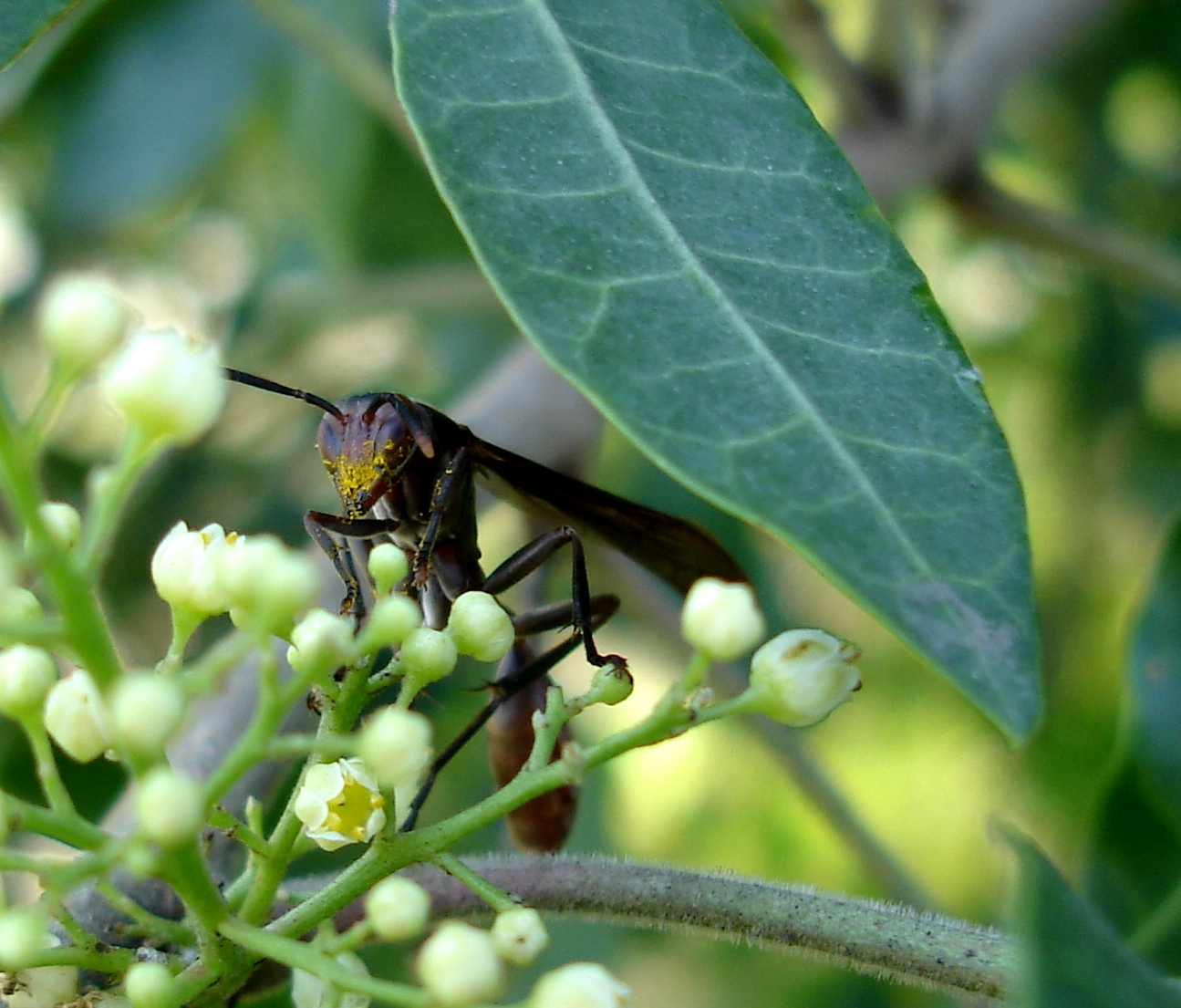
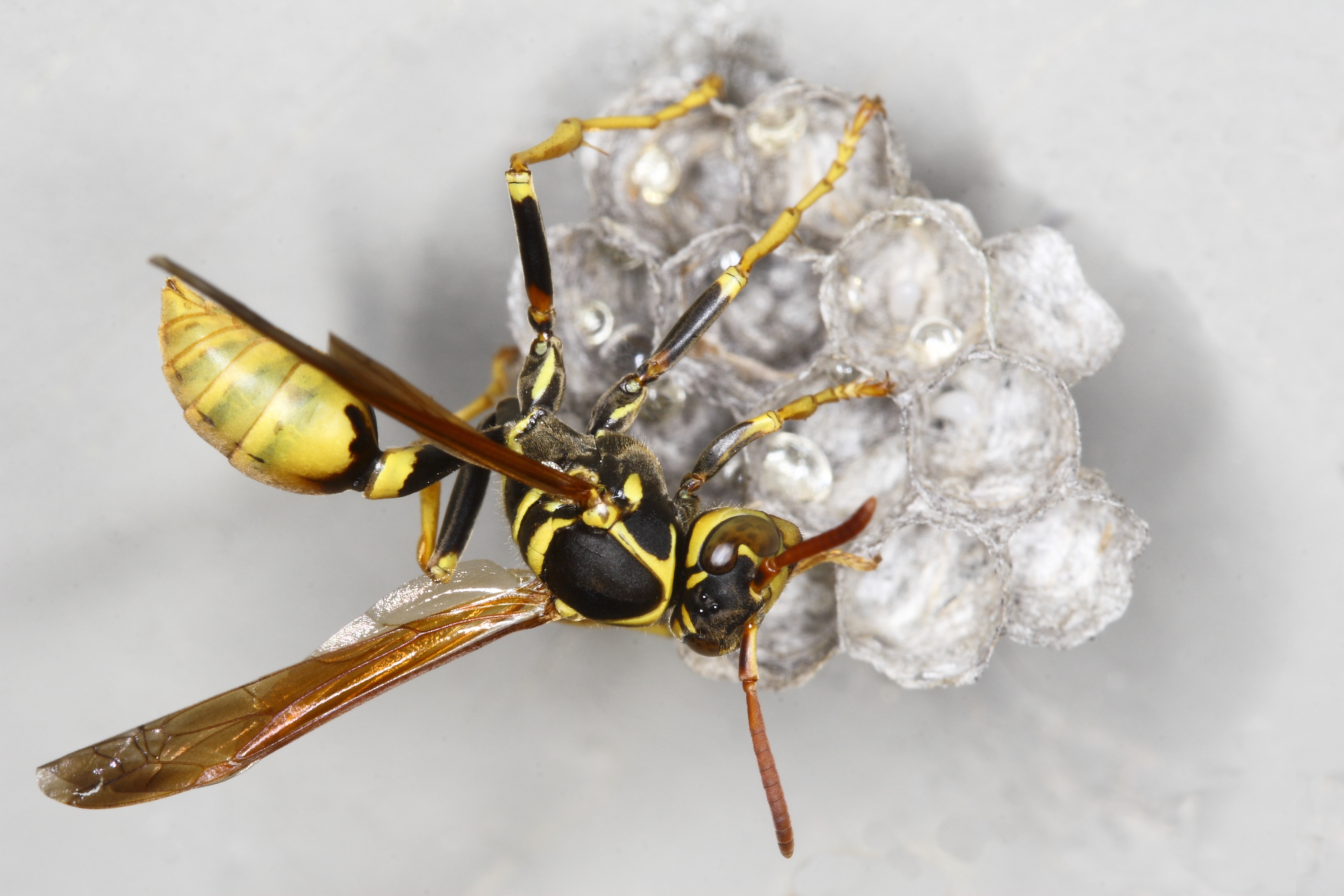